# ストリートアート

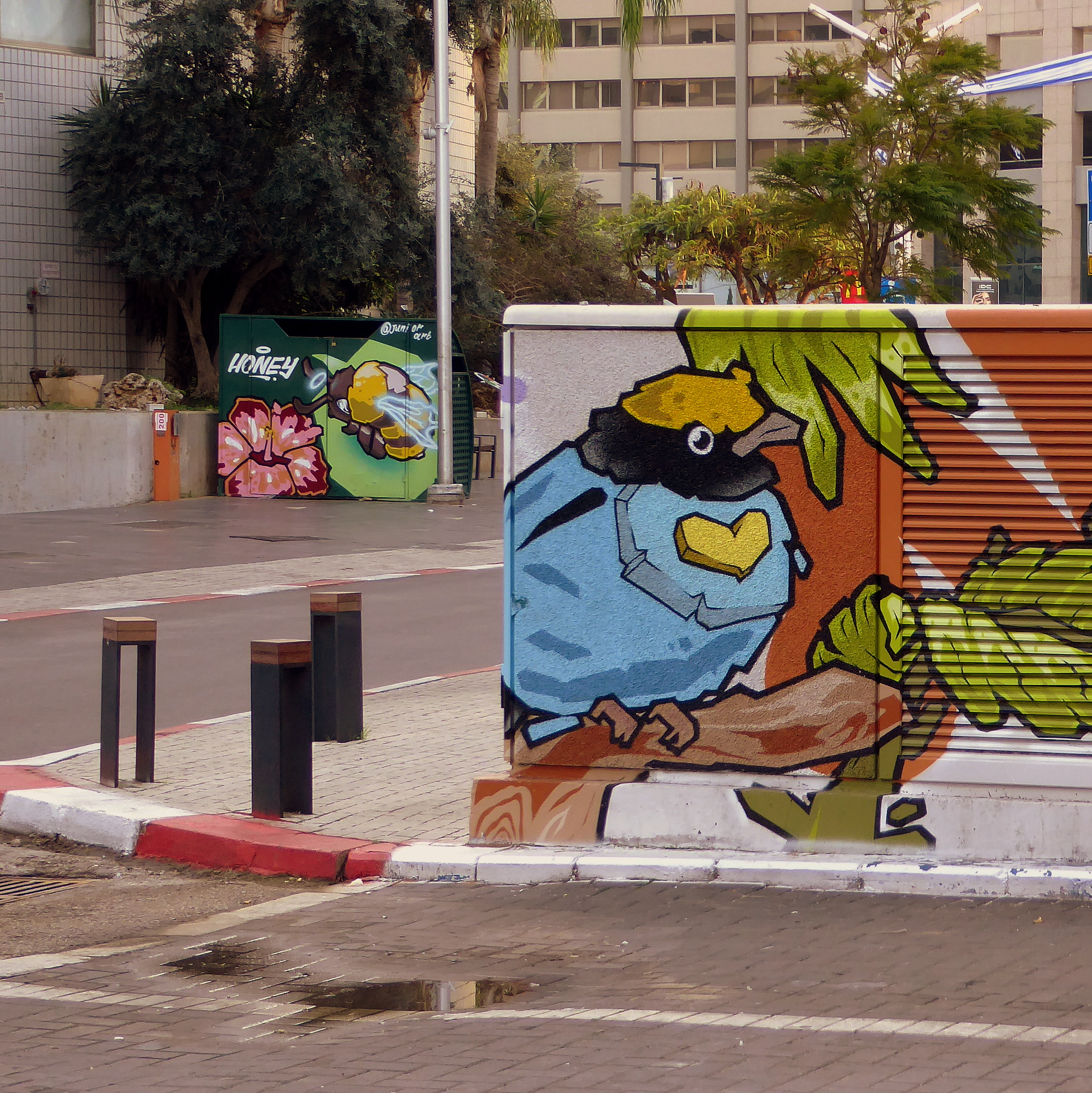
ストリートアート

ストリートアート（street art ）とは、街をカンバスとしてペンキやスプレーで描かれる落書きの事。自称アート。英語ではgraffiti（グラフィティ）とも呼ばれることもある。合法的な場所に描かれたものに関しては市民権を得るようになってきているが、内容が稚拙で所有者の反感を買った場合は、景観破壊とみなされる場合もある。

## 歴史
この様式は、古くは街の随所に見られた公共の、もしくは建物に付随した彫刻など（パブリックアート）とは違い、その土地の管理者もしくは施設所有者とは無縁の、第三者が無許可で描く行為である（許可を得ている場合は除く）。その多くは建物や施設を汚損する器物損壊行為の範疇として取り締まられている。1980年年代にはハンブルトンの影絵のように観念的な作品も知られるようになった 。グラフィティ・アートはラップやブレイクダンスとともに、世界に拡大していった。
一部ではあるが、試験的に街の装飾や、計画された都市景観の一部として採用される動きもある。題材には、独自のアニメやカートゥーン風のキャラクター、または写実的なモノやポップなモノまで様々で、描く側の趣味志向によって幅広い形式が存在する。所有者に無断で描かれる場合は、器物損壊にあたる犯罪行為に問われる恐れもあるため、多くは深夜にゲリラ活動的に描き込まれる。しかし、特に描き手を募集して描かれる場合は、平日の日中に制作されることもある。
保守・右派のジュリアーニ（共和党）は、ニューヨークの街に乱雑なストリートアートが溢れると、割れ窓理論に当てはめ、犯罪が起こりやすい雰囲気を醸成すると取り締まりに乗り出した。しかし後年ジュリアーニはドナルド・トランプの弁護士を務め、自身の行為の違法性を指摘された。
少子高齢化の進む日本に於いて、商店街に閉店した店が目立ってしまう事から、閉店している店のシャッターを装飾する事で商店街の活性化を期待する活動も一時期行われた。が、一時的なものでありそれで活性化した例は聞こえてこない。シャッターに描かれたアートはそのままいつでも見られる状態（つまりは店舗は復活できていない）又は店舗ごと消えている場合が多い。
この場合、市民から作品を募る所もある。特に完成度の高いストリートアートは従来、その上に乱雑なタギングなどの描き込みをしたり張り紙広告を行うのを躊躇させる効果も見られたため、公共の場所への落書き防止のために用いられる場合もあった。
ヨーロッパやアメリカ、近年では日本でも、特定の壁面を解放し自由に描いてもらおうという「リーガル・グラフィティ（合法的な落書き）のための壁面」を用意する自治体や建物所有者が、ごく一部試験的に現れるようになった。描きたい人間には見回りの目を気にしない発表の場を存分に提供し、同時に非合法な落書きを減らし、都市の装飾や観光にも使おうとのアイデアである。
なお、2005年には水戸芸術館で美術の立場から海外や日本のストリートアートを考える展覧会が開かれ、一環として水戸市内にも合法的に制作されたストリートアートが出現している。